# Stellaria strongylosepala
Stellaria strongylosepala là loài thực vật có hoa thuộc họ Cẩm chướng. Loài này được Hand.-Mazz. miêu tả khoa học đầu tiên năm 1939.